# Avon Publications
Avon Publications – amerykańskie wydawnictwo, zajmujące się publikacją książek w miękkiej oprawie oraz komiksów.
Zostało założone w 1941 przez American News Company w celu stworzenia rywala dla wydawnictwa Pocket Books. Od 2010 jest własnością HarperCollins i publikuje głównie powieści romantyczne. Od 1947 do 1952 publikowało magazyn Avon Fantasy Reader.